# Petrel (foguete)

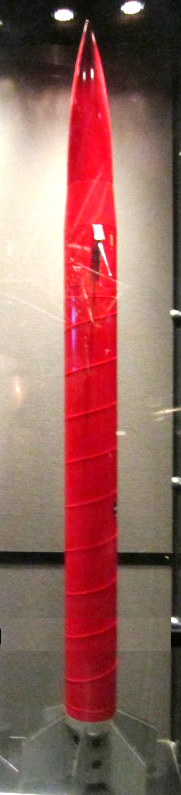
Um foguete Petrel em exposição

Petrel, é um foguete de sondagem de origem britânica, fabricado pela empresa Bristol Aerojet Ltd. Ele foi lançado mais de 240 vezes entre 1967 e 1982, tendo 2 variações: a primeira usava 3 motores Chick no primeiro estágio, apogeu de 140 km e carga útil de 18 kg, a segunda
usava 4 motores Chick no primeiro estágio, apogeu de 175 km e carga útil de 18 kg.

## Características

### Petrel 1
O primeiro da série, era um foguete de dois estágios (3 x Chick + 1 x Lapwing), movido a combustível sólido, com as seguintes características:
- Altura: 3,34 m
- Diâmetro: 19 cm
- Massa total: 130 kg
- Carga útil: 18 kg
- Apogeu: 140 km
- Estreia: 1 de junho de 1967
- Último: 11 de agosto de 1982
- Lançamentos: 231

### Petrel 2
O segundo da série, era um foguete de dois estágios (4 x Chick + 1 x Lapwing), movido a combustível sólido, com as seguintes características:
- Altura: 3,70 m
- Diâmetro: 19 cm
- Massa total: 160 kg
- Carga útil: 18 kg
- Apogeu: 175 km
- Estreia: 16 de outubro de 1977
- Último: 9 de dezembro de 1981
- Lançamentos: 12